# Khanapur, Basavakalyan
Khanapur là một làng thuộc tehsil Basavakalyan, huyện Bidar, bang Karnataka, Ấn Độ.